# St. Michael (Bad Griesbach)

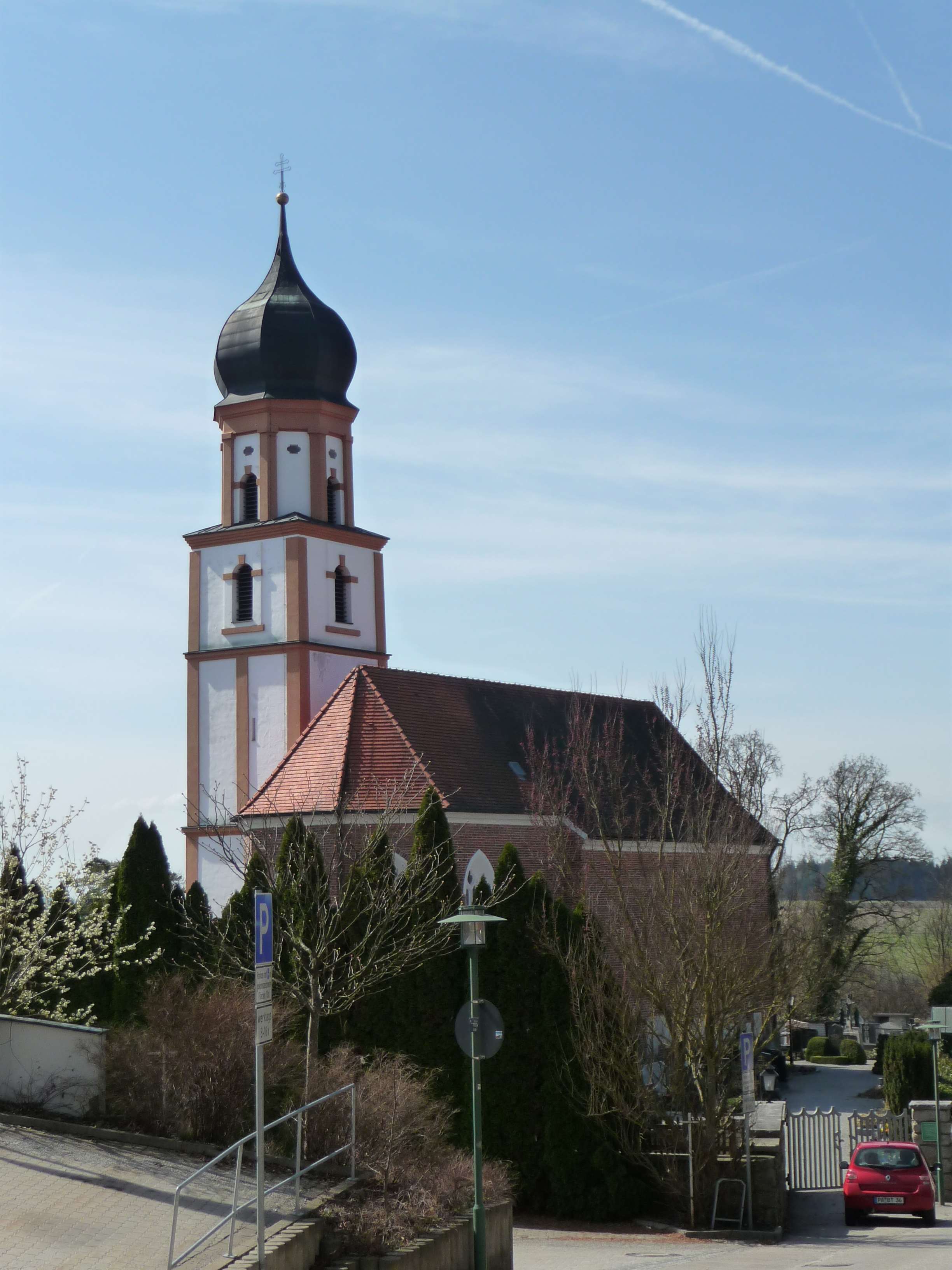
Die Friedhofskirche St. Michael von Nordosten

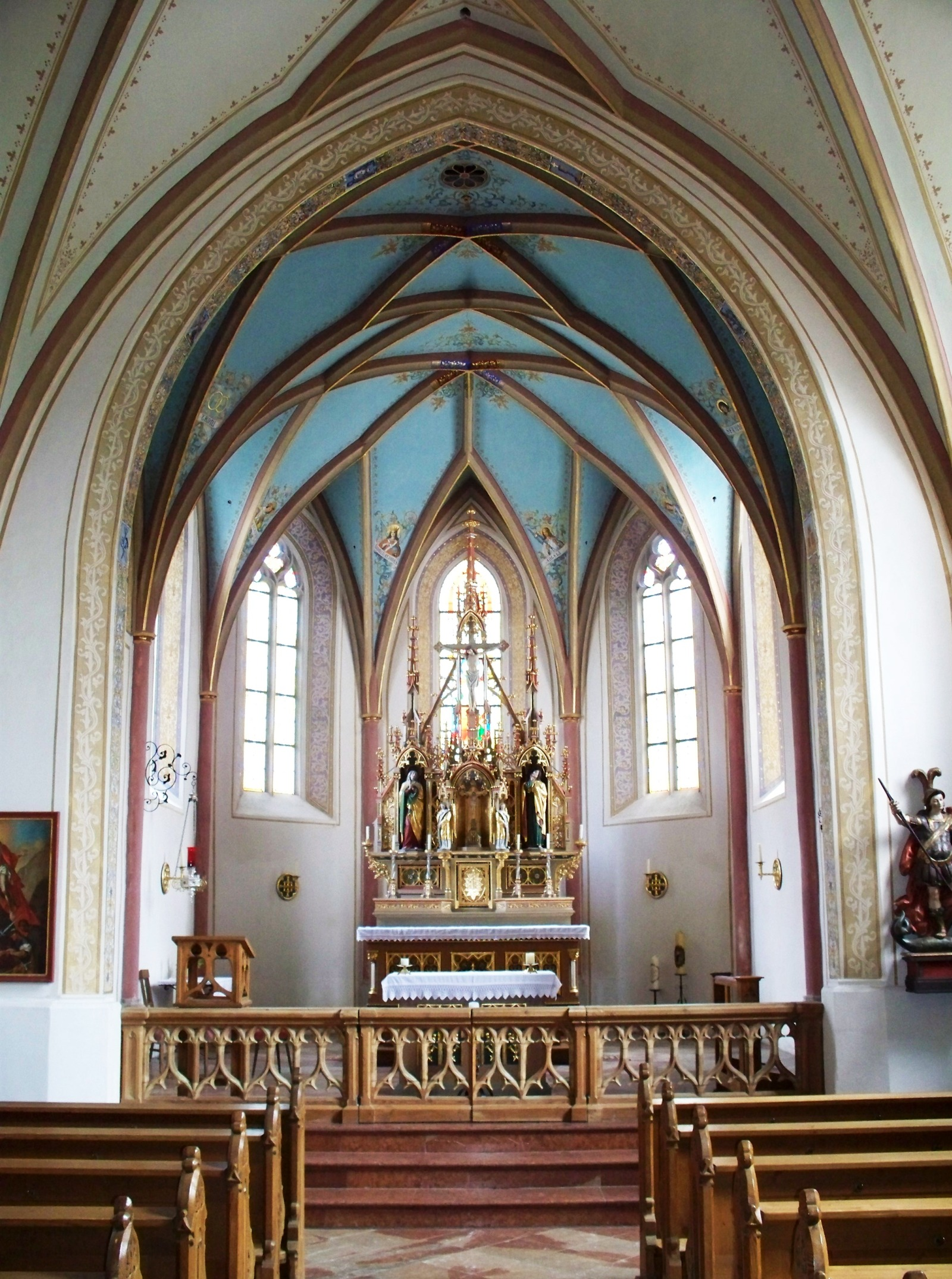
Inneres (2010)

Die katholische Kirche St. Michael ist ein Kirchengebäude in Bad Griesbach im Rottal. Bis zum Bau der Stadtpfarrkirche Heilige Familie 1913 war sie Pfarrkirche und wird heute als Friedhofskirche genutzt. Sie gehört zur Pfarrei „Zur heiligen Familie“ Bad Griesbach im Dekanat Pocking (Bistum Passau) und wurde unter Nr. D-2-75-124-21 in die Liste der Baudenkmäler in Bayern aufgenommen.

## Geschichte
Die 1075 erstmals urkundlich erwähnte Burg Griesbach besaß eine Burgkapelle mit dem Patrozinium des Erzengels Michael. Der jetzige Ziegelbau wurde um 1480 im spätgotischen Stil errichtet. Diese Burgkirche St. Michael war zunächst eine adelige Eigenkirche und später eine Filialkirche der Pfarrei Karpfham, die dem Passauer Domkapitel unterstand. 1511 wurde sie Benefizium und vorübergehend exponierte Kooperatur, ab 1616 (oder 1634) Pfarrvikariat, und als am 10. Juli 1805 eine selbständige Pfarrei in Griesbach errichtet wurde, wurde sie Pfarrkirche.
Zu Beginn des 20. Jahrhunderts war die Einwohnerzahl Griesbachs auf knapp 1300 Personen angewachsen, so dass die Kirche zu klein wurde. 1911 wurde mit dem Bau der neuen Pfarrkirche „Heilige Familie“ begonnen. Seit deren Weihe am 2. Juli 1913 wird die St.-Michaels-Kirche als Friedhofskirche genutzt, in der gewöhnlich beim Begräbnis das Requiem gefeiert wird.

## Kirchengebäude und Ausstattung
Die Michaelskirche liegt am Schlossberg, westlich des Bad Griesbacher Stadtplatzes oberhalb des Schlosses. Um die Kirche St. Michael liegt der obere Teil des heute städtischen Friedhofs, ein weiterer Teil liegt unterhalb der Kirche und ein drittes Gräberfeld südlich unterhalb des Schlossbergs.
Der Kirchenbau, eine Wandpfeilerkirche aus unverputzten Ziegeln ohne Strebepfeiler, ist annähernd geostet. Sie ist eine lichte spätgotische Saalkirche mit einem Schiff von drei Jochen und dem Chor mit zwei Jochen und 3/8-Schluss. An der Südseite erhebt sich der spätgotische Kirchturm, der im Barock um ein Stockwerk, das oktogonale Läutehaus und eine Zwiebelkrönung erhöht wurde.
Der Altaraufsatz zeigt in gotischer Formensprache links und rechts der Expositionsnische Statuen von Maria und dem Apostel Johannes (Joh 21,26 ), die sich dem Kruzifix zuwenden, das den Altaraufsatz krönt. An den Frontseiten des Kirchenschiffes findet sich links vom Chor ein Gemälde, das die Auferstehung Jesu darstellt, und rechts eine Skulptur des Kirchenpatrons Michael, an den Wänden des Langhauses die Kreuzwegstationen. Die Gewölbezwickel sind teilweise mit Motiven aus dem Alten Testament, etwa der Opferung Isaaks, bemalt.

## Orgel
Die Orgel auf der Empore hat fünf Register, spielbar auf einem Manual und Pedal. Sie wurde von Michael Weise in Plattling gebaut.
Die Disposition lautet wie folgt:
| I Manual C- |    |
| Principal   | 8′ |
| Flautona    | 8′ |
| Salicet     | 8′ |
| Flauto      | 4′ |
| Sub:Octav 0 | 2′ |